# 井ヶ田良治
井ヶ田 良治（いげた りょうじ、1926年12月6日 - 2018年5月13日）は、日本の法制史学者。法学博士（大阪大学・論文博士・1985年）。同志社大学名誉教授。

## 経歴
宮城県仙台市生まれ。1945年第二高等学校文科乙類卒業。京都大学で藤直幹・柴田實に学ぶ。権門体制論・顕密体制論で知られる黒田俊雄とは同期。1948年京都大学文学部史学科国史専攻を卒業し大学院文学専攻科に進んだが、1954年に退学。
1951年同志社大学法学部助手（日本法制史）、1953年同専任講師、1956年同助教授、1961年同教授、1997年同名誉教授。同志社大学法学部日本法制史ゼミの教え子で日本法制史研究者に、田中修實（中世）・村上一博（近代）・居石正和（近代）・田口昌樹（近代）等がいる。
1985年主論文「近世村落の身分構造」副論文「未解放部落と入会権」で、法学博士（大阪大学）の学位を取得。1986 - 1997年度法制史学会理事、1991 - 1994年度日本法社会学会理事、1989 - 1994年度民主主義科学者協会法律部会理事、1986 - 1997年度長岡京市史編纂委員会副委員長・委員長などを歴任。
三浦周行の孫弟子に当たる。日本法制史の研究も中世から近代まで広範に及び、日英比較史の業績もある。

## 著書
- 『近世村落の身分構造』（国書刊行会、1984.9）
- 『法を見るクリオの目』（法律文化社、1987.1）
- 『日本法社会史を拓く』（部落問題研究所、2002.11）

## 共編著・監修
- 『日本法史年表』（日本評論社、1981.3）
- 『私立大学を考える』（大月書店、1982.2）
- 『日本近代法史』（法律文化社、1982.5）
- 『史料日本近代法』（法律文化社、1983.6）
- 『私立大学七七七の未来』（大月書店、1984.11）
- 『講座・青年（第一巻）ー青年の発見ー』（清風堂書店出版部、1990.8）
- 『日本近代法一二〇講』（法律文化社、1992.1）
- 『長岡京市史 資料編二』（京都府長岡京市、1992.3）
- 『長岡京市史 資料編三』（京都府長岡京市、1993.3）
- 『京都府の百年』（山川出版社、1993.7）
- 『歴史の道・再発見（第四巻）ー貢納から天下の台所までー』（フォーラムA、1994.1）
- 『歴史の道・再発見（第五巻）ー渡来文化から長州戦争までー』（フォーラムA、1994.3）
- 『三和町史 通史編（上巻）』（京都府天田郡三和町、1995.3）
- 『歴史の道・再発見（第七巻）ー吉野ヶ里から西郷隆盛までー』（フォーラムA、1995.6）
- 『三和町史 通史編（下巻）』（京都府天田郡三和町、1996.3）
- 『家と教育（シリーズ比較家族四）』（早稲田大学出版部、1996.8）
- 『長岡京市史　本文編二』（京都府長岡京市、1997.3）